# Spomenici drevnog kraljevstva Koguryo
Spomenici drevnog kraljevstva Koguryo su prijestolnice i grobnice drevnog kraljevstva Koguryo (hangul: 고구려, hanja: 高句丽) (277. pr. Kr.-668.) u blizini grada Ji'ana (集安) u kineskoj sjevernoj pokrajini Jilin koja graniči sa Sjevernom Korejom.
Arheološki lokaliteti se sastoje od tri prijestolnice (planinski grad Wunu, Guonei i planinski grad Wandu) koje predstavljaju savršeno stapanje djela ljudskih ruku i prirode sa stijenama, šumama i rijekama; te 40 grobnica (14 kraljevskih i 26 plemićkih). Neke od grobnica imaju raskošne stropove iznad širokih prostora bez stupova i s teškim teretima kamena ili zemlje tumula (gromila) koji je smješten iznad njih. Dugi natpisi na steli u jednom od grobova pokazuje utjecaj rane kineske kulture na Koguryo kraljevstvo. Slike u grobnicama, velike umjetničke vještine i specifičnog stila, također prikazuju jak utjecaj različitih kultura.

## Planinski grad Wu Nu
Wu Nu Shan (kineski: 五 女 山, pinyin: Wǔ Nǚ Shan, što znači "Planine pet žena) je planina velike povijesne i kulturne važnosti na sjeveru grada Huanrena, u provinciji Liaoning. Najviši vrh je 821 metara visok Glavni vrh. Ona je rodno mjesto Goguryeoa (Koguryo), jedno od tri drevna kraljevstva Koreje. Prema Samguk Sagiju, kraljevstvo Koguryo je osnovano iznad planina Wu Nu 37. pr. Kr., a preijestolnica se preselila u Utvrdu Gungnae 3. godine.
God. 1424., kada je treći kralj Jurchen Li Manzhu napao Liao Ning oni su se utvrdili na ovome brdu i nastalo je pleme Manchu koje će 200 godina kasnije vladati Kinom kao dinastija Qing.

## Guonei
Guonei, poznat i kao Utvrda Gungnae, je bila druga prijestolnica drevnog korejskog kraljevstva Goguryeo. Za prijestolnicu ga je odabao kralj Yuri, drugi vladar, u listopadu 3. god. Grad je nekoliko puta zauziman i pljačkan sve do 19. godine kada je njime vladao kralj Gwanggaeto Veliki koji je značajno povećao teritorij kraljevstva i učinio ga regionalnom silom Sjeveroistočne Azije. Nakon što je kralj Gwanggaeto umro 413. godine, njegov sin kralj Jangsu je naslijedio prijestolje i prijestolnicu premjestio u Pyongyang 427. godine.
Samo kraljevstvo Goguryeo je palo 668. kada je kineska vojska dinastije Tang zauzela Pyongyang te zarobila kralja Bojanga i Yeon Namgeona.

## Planinski grad Wandu
Planinska utvrda Wandu nalazi se u 2,5 kilometara zapadno od Ji'an, Jilin, Kina. God. 3., kralj Yuri je dao izgraditi planinsku utvrdu Wina (hangul: 위나암성, hanja: 尉那巖城) koja je kasnije preimenovana u Wandu. God. 198. kralj Sansang je dao izgraditi planinski utvrđeni grad Wandu (Hwando), a 209. godine je u njega premjestio svoju prijestolnicu. Ona je zajedno s Utvrdom Gungnae, služila kao drugi glavni grad kraljevstva Goguryeo. 

## Poveznice
- Kompleks Koguryo grobnica - UNESCO-ova svjetska baština u Sjevernoj Koreji
- Povijest Koreje

## Vanjske poveznice
- l’Ensemble des tombes de Koguryo  Arhivirana inačica izvorne stranice od 25. rujna 2008. (Wayback Machine) (fr.) Preuzeto 17. kolovoza 2011.